# Kanton Neuilly-sur-Seine
Kanton Neuilly-sur-Seine is een kanton van het Franse departement Hauts-de-Seine. Het werd opgericht bij decreet van 24 februari 2014, met uitwerking in maart 2015.

Kanton Neuilly-sur-Seine maakt deel uit van het arrondissement Nanterre en telt 60.361 inwoners in 2017. 

## Gemeenten
Het kanton Neuilly-sur-Seine omvat enkel de gemeente Neuilly-sur-Seine